# Boismont (Meurthe e Mosella)
Boismont è un comune francese di 482 abitanti situato nel dipartimento della Meurthe e Mosella nella regione del Grand Est.

## Società

### Evoluzione demografica
Abitanti censiti